# 1733 Silke
1733 Silke eller 1938 DL1 är en asteroid i huvudbältet, som upptäcktes den 19 februari 1938 av den tyske astronomen Alfred Bohrmann i Heidelberg. Den har fått sitt namn efter Silke Neckel, barnbarn till upptäckaren.
Asteroiden har en diameter på ungefär 6 kilometer och den tillhör asteroidgruppen Flora.